# Antoniewo (powiat ostrowski)
Antoniewo – wieś sołecka w Polsce położona w województwie mazowieckim, w powiecie ostrowskim, w gminie Ostrów Mazowiecka.
W latach 1975–1998 miejscowość należała administracyjnie do województwa ostrołęckiego.
Wierni Kościoła rzymskokatolickiego należą do parafii cywilno-wojskowej św. Jozafata Biskupa w Komorowie.